# Hermandad de las Tres Caídas (Jerez)
La Antigua y Fervorosa Hermandad y Cofradía de Nazarenos de Nuestro Padre Jesús de la Salud en sus Tres Caídas, Santísimo Cristo de la Salud, María Santísima de los Dolores y Nuestra Señora de Guadalupe es una cofradía católica de Jerez de la Frontera, procesiona en la tarde del Miércoles Santo. Ntro. Padre Jesús de la Salud en sus Tres Caídas cuenta con gran fervor popular, siendo una de las grandes devociones de la ciudad y de Andalucía. Muchos de sus fieles se suman a su estación de penitencia y lo hacen detrás del paso, es imposible conocer el número exacto, lo que si es certero es que son miles los devotos que acompañan al Señor en su salida.

## Historia
La actual hermandad tiene origen en la Cofradía de Dolores, la cual fue fundada en 1664 en el Convento de Belén. Este convento con el tiempo pasó a ser una cárcel. En ella estuvieron los presos de la Mano Negra. Fue derruida, y actualmente está la famosa Plaza Belén, y una calle con el nombre de dicho convento.
Se aprueban las primeras Reglas en 1666. En 1730 se añadió un crucificado bajo el título de Salud. A finales del siglo XIX desapareció esta cofradía. Ya en el año 1939 se forma una Junta para reorganizar la Hermandad.
La actual hermandad fue aprobada por el Cardenal Segura en el año 1940, procesionando por primera vez en 1941. Y ya en 1942 salió María Santísima de los Dolores (imagen que perteneció a la Hermandad del Nazareno).

## Túnica
Túnica de cola, sandalias y antifaz negro; botonadura y cíngulo blanco; y cinturón de esparto. Sobre el antifaz, el escudo mercedario.

## Pasos
El primero de los pasos representa a Jesús en el momento de su tercera caída, con la cruz a cuestas y camino del Monte Calvario Jesús se apoya en el suelo con su mano derecha Es obra de Ramón Chaveli. Se trata de un magnífico paso de ukola, y con cuatro faroles. En las cuatro esquinas del mismo aparece un águila bicéfala en cada una de ellas. Fue tallado por José Ovando en 1954.
El segundo procesiona desde 2018 con el Santísimo Cristo de la Salud tras la compra de las andas a la Hermandad del Prendimiento de Sanlúcar de Barrameda, iluminado por cuatro hachones.

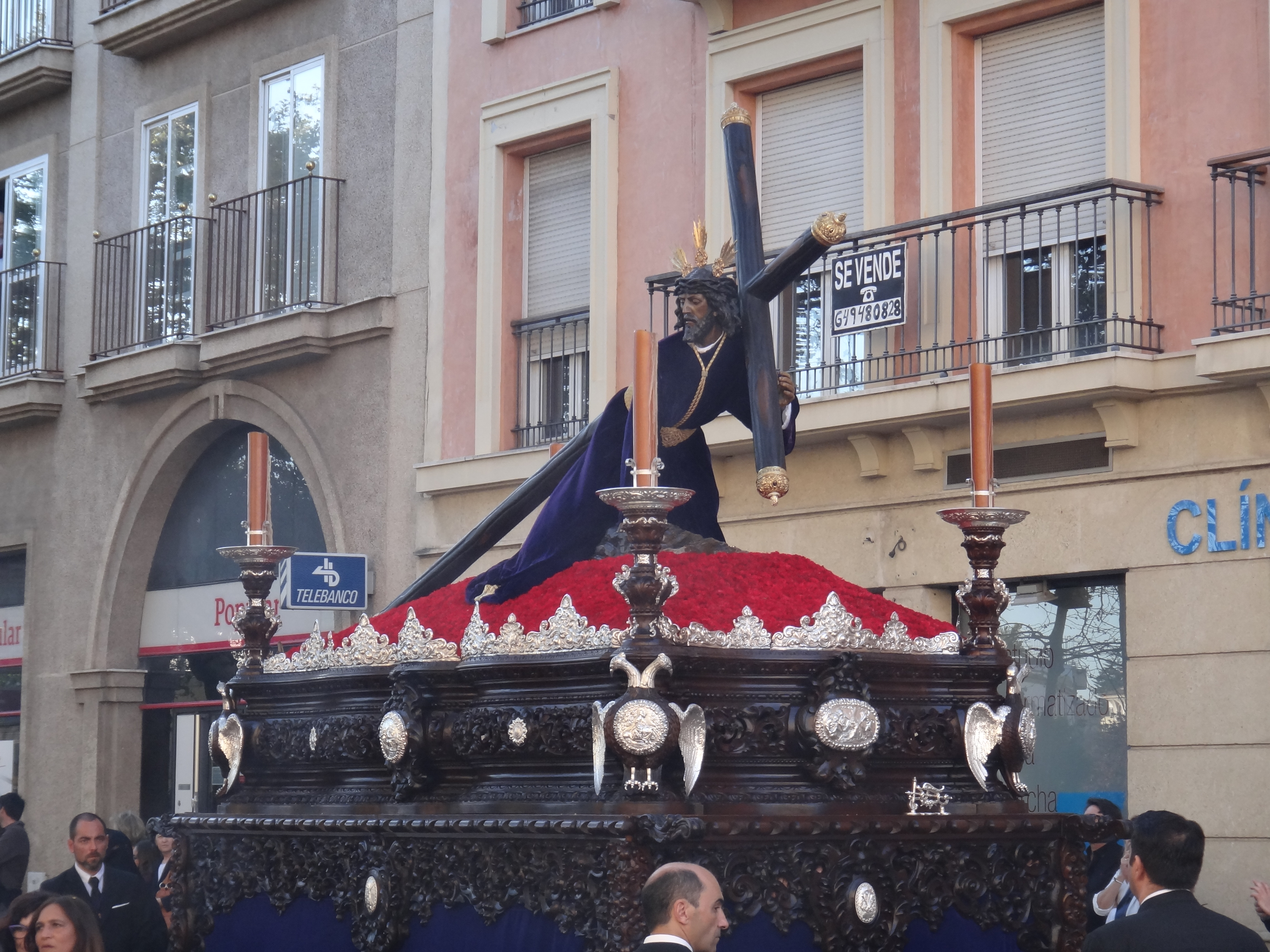
Paso de misterio

En el tercero de los pasos aparece la Virgen de los Dolores, imagen del siglo XVIII atribuida a Francesco Maria Maggio. Procesiona bajo un precioso paso de palio, muy enriquecido. En terciopelo negro y ricos bordados. Es destacable los dos ángeles de marfil que aparecen en el manto de la Virgen.

## Sede
Tiene sede en Santuario Diocesano del Señor San Lucas, en el barrio homónimo del casco histórico de Jerez.

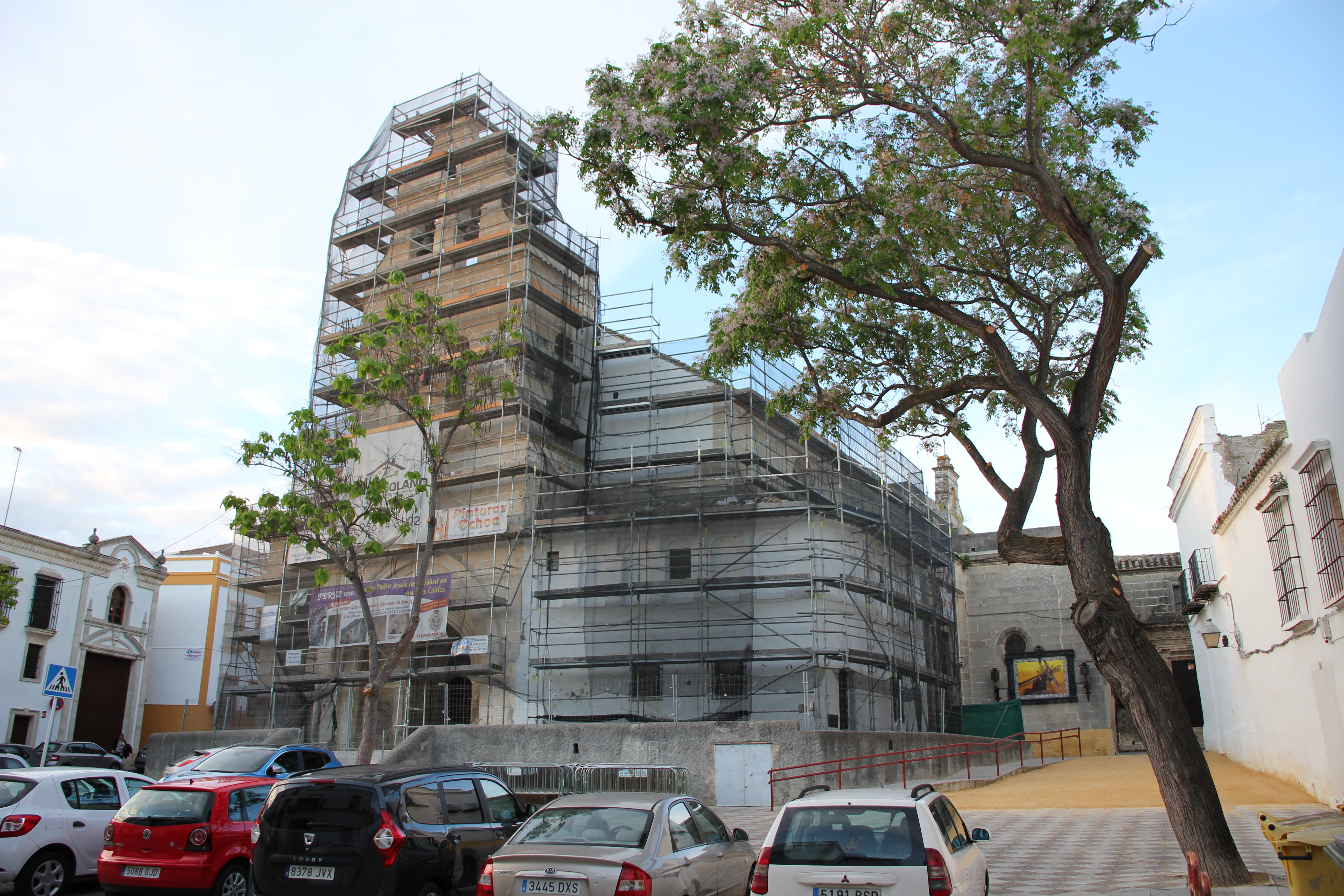
Iglesia

## Paso por Carrera Oficial
| Predecesor: La Amargura | Orden de entrada en Carrera Oficial (Miércoles Santo) 6º lugar | Sucesor: Hermandad del Consuelo |